# Pseudocordulia
Genre
Pseudocordulia est un genre de libellules de la famille des Synthemistidae (sous-ordre des Anisoptères, ordre des Odonates). 

## Liste d'espèces
Selon BioLib (24 avril 2021) :
- Pseudocordulia circularis Tillyard, 1909
- Pseudocordulia elliptica Tillyard, 1913